# Chaufour-lès-Bonnières
Chaufour-lès-Bonnières település Franciaországban, Yvelines megyében. Lakosainak száma 454 fő (2022. január 1.). Chaufour-lès-Bonnières Chaignes, Villegats, Blaru, Cravent, Lommoye és La Villeneuve-en-Chevrie községekkel határos.

## Népesség
A település népességének változása:
| Lakosok száma | 456  | 456  | 470  | 471  | 475  | 476  | 478  | 466  | 454  |
|               | 2013 | 2015 | 2016 | 2017 | 2018 | 2019 | 2020 | 2021 | 2022 |